# Cimetière de Bram
Le cimetière de Bram est le cimetière communal de la ville de Bram située dans le département de l'Aude

## Histoire et description
Il fut créé, peut-après la Révolution, pour remplacer celui situé à l'emplacement de l'actuel monument aux morts —  agrandi et cloturé sous la mandature du maire Guillaume Maugis — qui succéda à un autre cimetière établi à côté de l'église. Au début de la période de l'âge de fer, un cimetière se trouvait sur la commune au lieu dit « La Gabache »,,.
Le cimetière actuel comporte deux parties: « le cimetière ancien » et « le nouveau cimetière » attenant, agrandi en 2022 où se trouve le colombarium et un jardin du souvenir,,. Un carré militaire de corps reconstitués comportant 7 tombes pour 9 poilus est visible.

### Personnalités inhumées
- le général François Vidal de la Blache (1848-1917) né et décédé à Bram, frère du géographe Paul Vidal de la Blache, propriétaire du domaine « Les Broughes » [8];
- Albert Sarraut (1872-1962), homme d'État, gouverneur général de l'Indochine française, président du conseil, ministre, député et sénateur de l'Aude. Il repose aux côtés de son épouse, née Paule Estève (1871-1960). Sa fille Paule (1899-1968), son fils Omer (1902-1969) et sa belle fille, Colette Andrieux du Tertre (1908-1996) reposent également dans d'autres tombes à l'intérieur du cimetière. Sa tombe est fleurie à la Toussaint par La Dépêche du Midi en sa qualité de journaliste et d'ancien directeur de 1943 à 1944[9],[10];
- Loís Alibèrt (1884-1959), né à Bram, linguiste occitan, auteur notamment d'une grammaire, et d'un dictionnaire, bases de la norme classique de l'occitan;
- Ferrucio-Dante Spanghero (1913-1986) et son épouse, Romea (1918-2007), parents de la célèbre fratrie de rugbymens[11].
- Pierre Seel (1923-2005), militant homosexuel, déporté, victime du paragraphe 175[12];
- le chanoine Bruno Garrouste (1944-2023). Vicaire et curé à Bram de 1990 à 2000 et en 2012, il marqua par sa forte personnalité le Lauragais et le diocèse de Carcassonne[13],[14],[15];
- Gisèle (1953-2016) et Germain Lyon (1948-2016), habitants de Bram, victimes de l'attentat du 14 juillet 2016 à Nice[16],[17].

Anciens maires de Bram:
- Guillaume Maugis (1774-1866), plusieurs fois maire de Bram entre 1800 et 1816, inhumé dans le même caveau que Jules-Léo Maugis (1818-1877), médecin, maire de 1876 à 1877[18];
- le marquis Charles de Lordat (1829-1908), plusieurs fois maire de Bram entre 1868 et 1888, député de l'Aude de 1877 à 1878. Son caveau, est orné d'un frontispice avec les armes de sa famille entourées des sculptures représentant la Cité de Carcassonne et les ruines du château de Lordat en Ariège, dont une pierre prélevée sur place est visible à l'arrière du monument[19],[20];
- le marquis Jacques Le Franc de Pompignan (1899-1987), colonel, maire de Bram de 1959 à 1971.

## Galerie

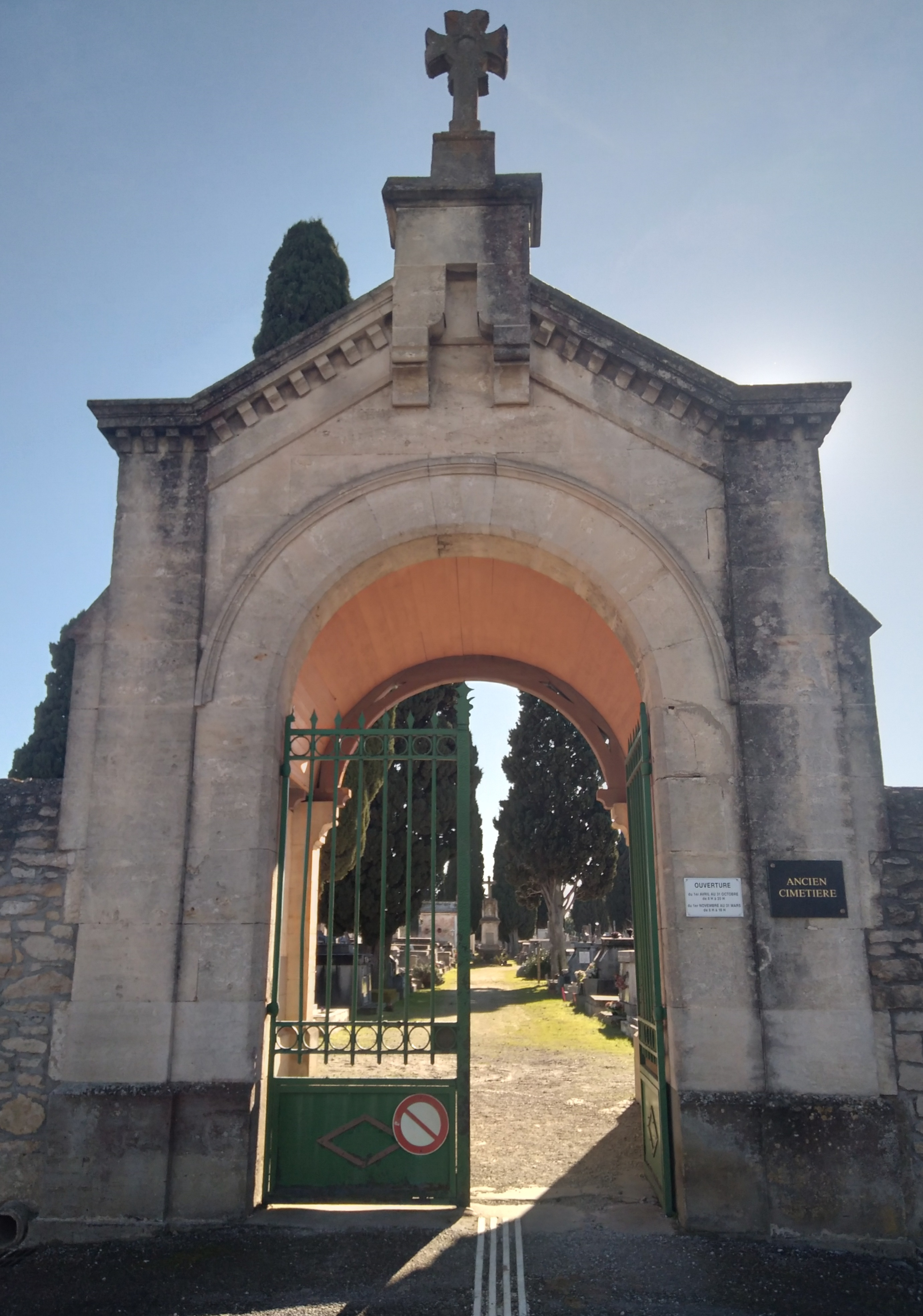
Porte d'entrée principale.
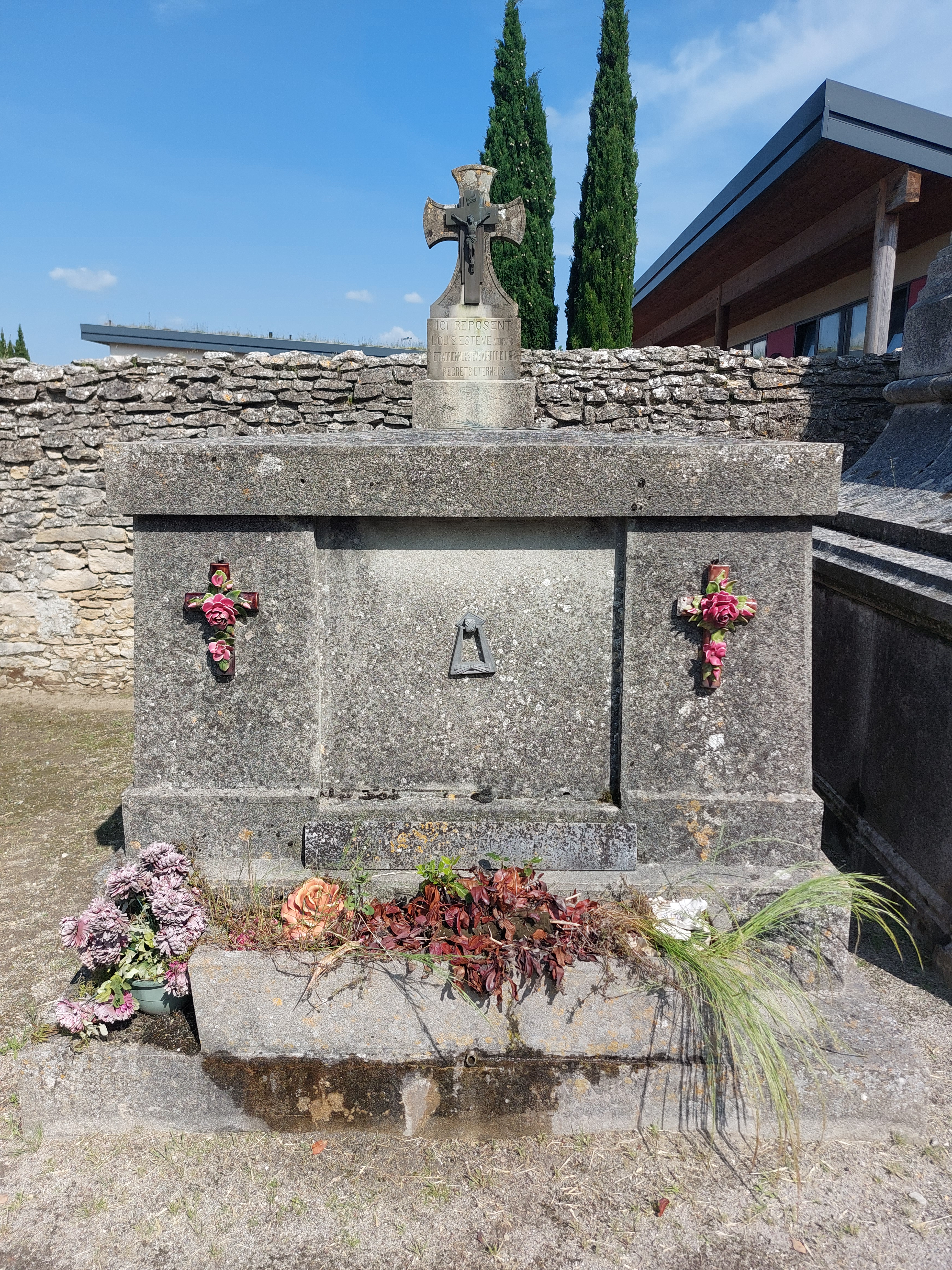
La tombe d'Albert Sarraut, située dans l'ancien cimetière.
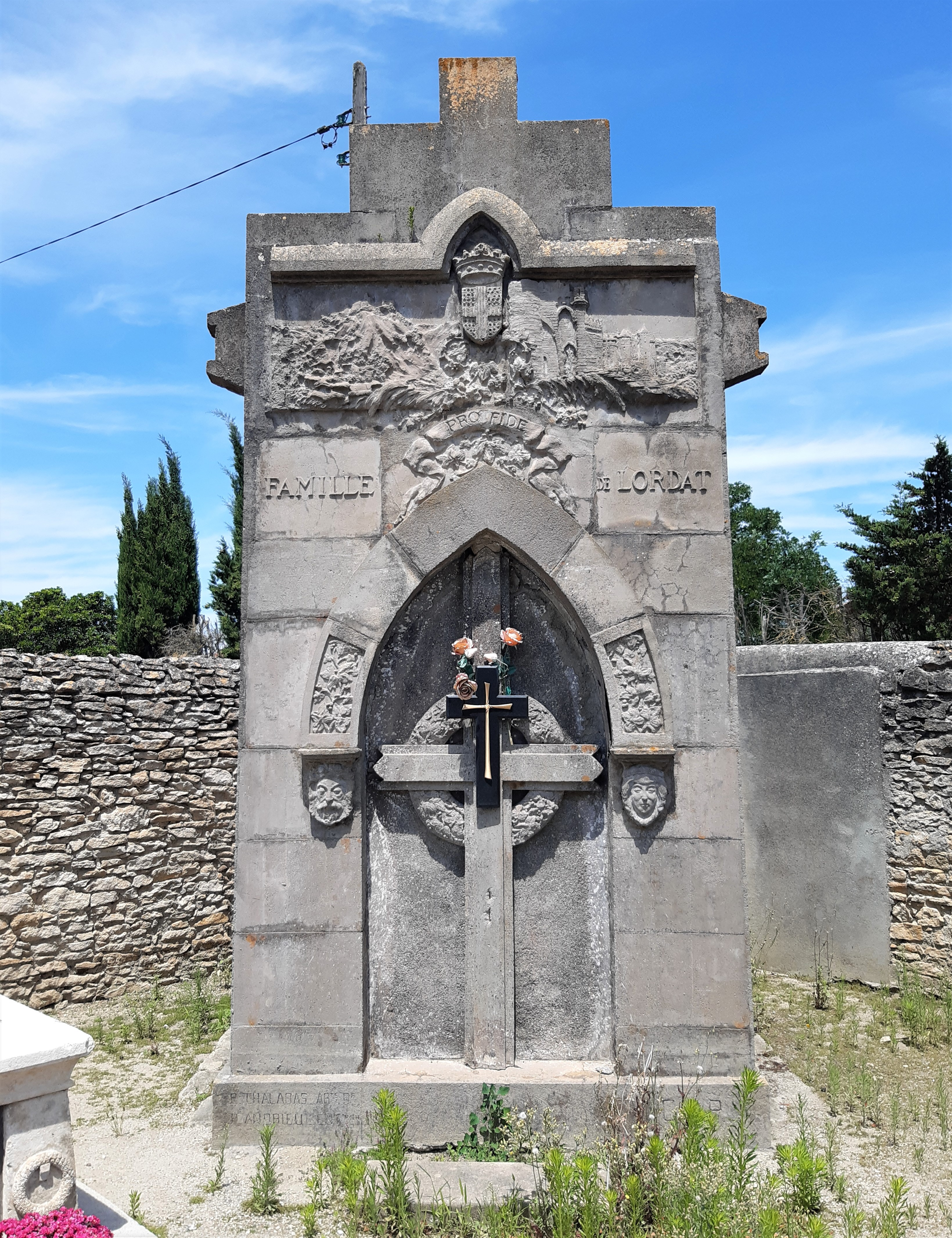
Le caveau de la famille de Lordat, situé dans l'ancien cimetière.
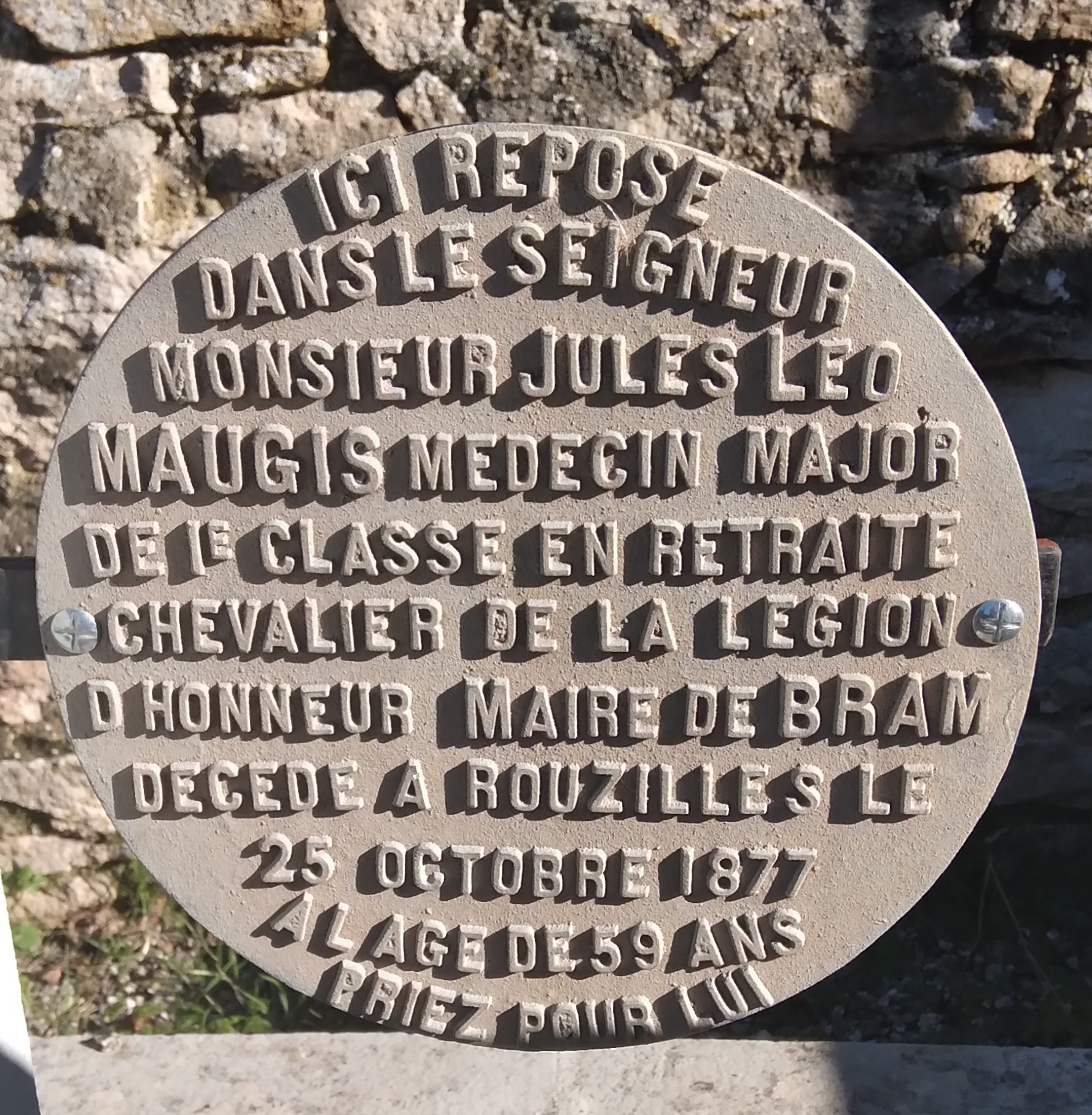
Plaque visible sur la tombe de Jules Maugis, située dans l'ancien cimetière.
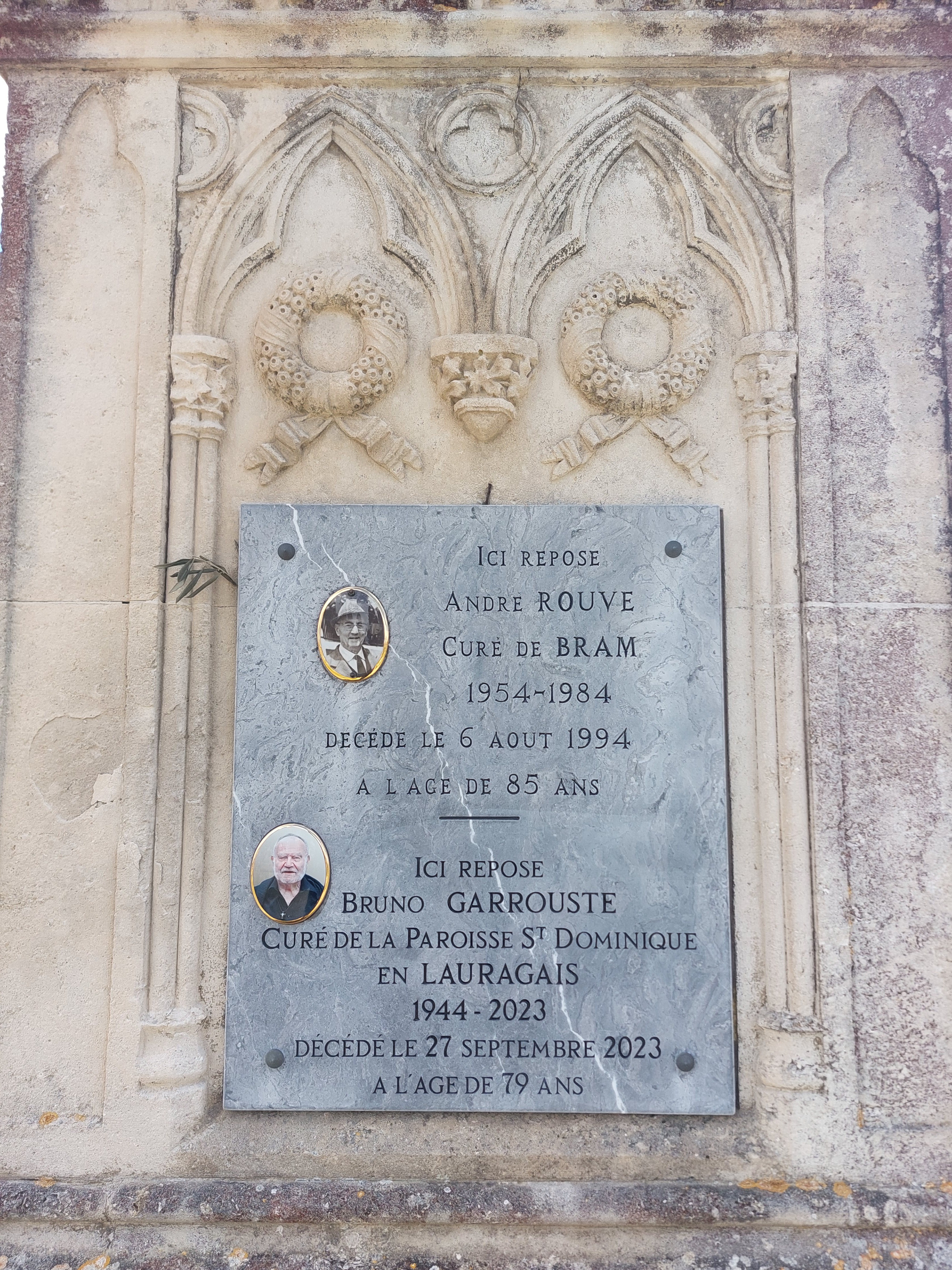
Plaque apposée sur la sépulture de Bruno Garrouste, située dans l'ancien cimetière.
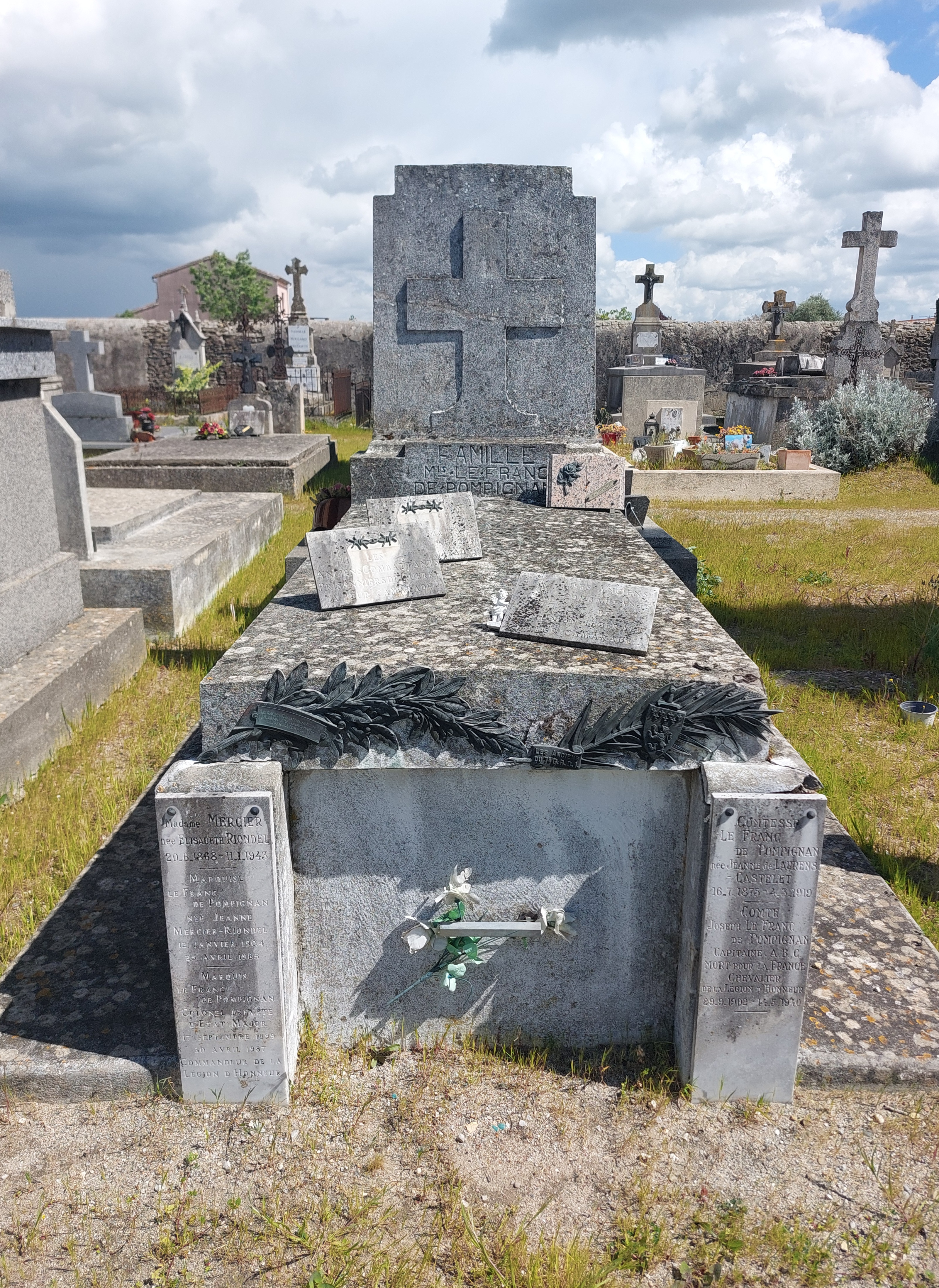
La tombe de Jacques Le Franc de Pompignan, située dans l'ancien cimetière.
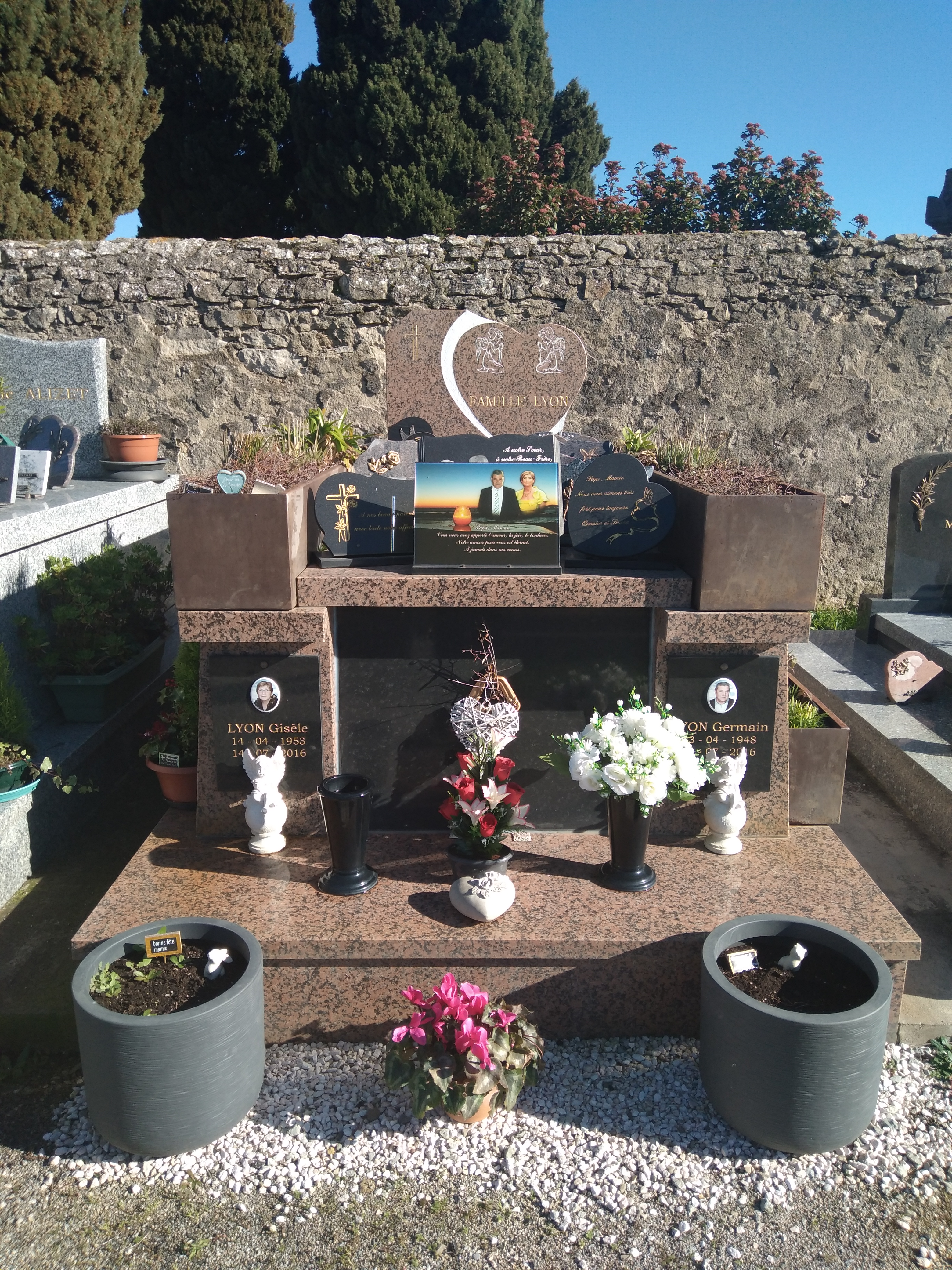
La tombe de Gisèle et Germain Lyon, située dans le nouveau cimetière.
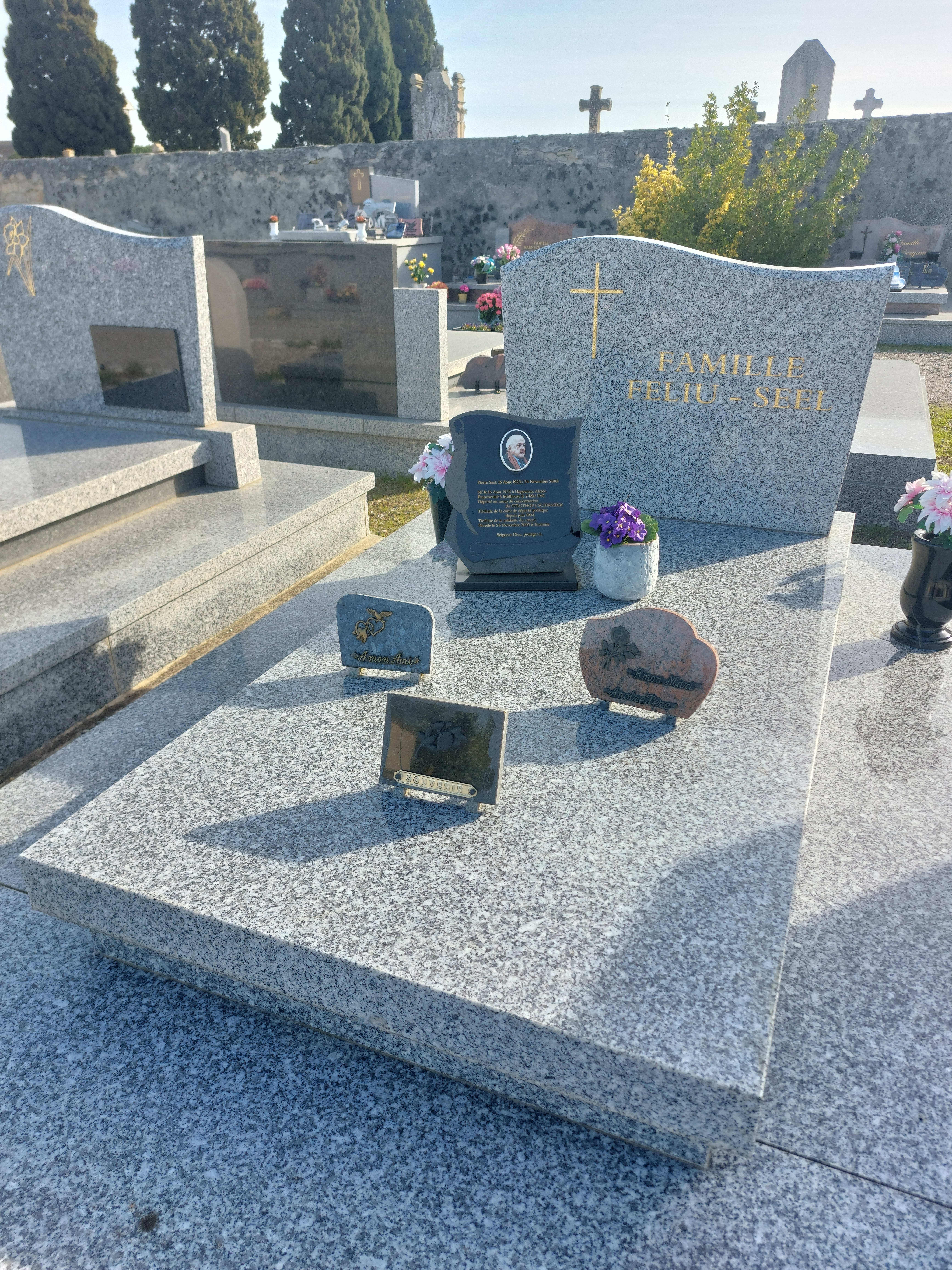
La tombe de Pierre Seel, située dans le nouveau cimetière
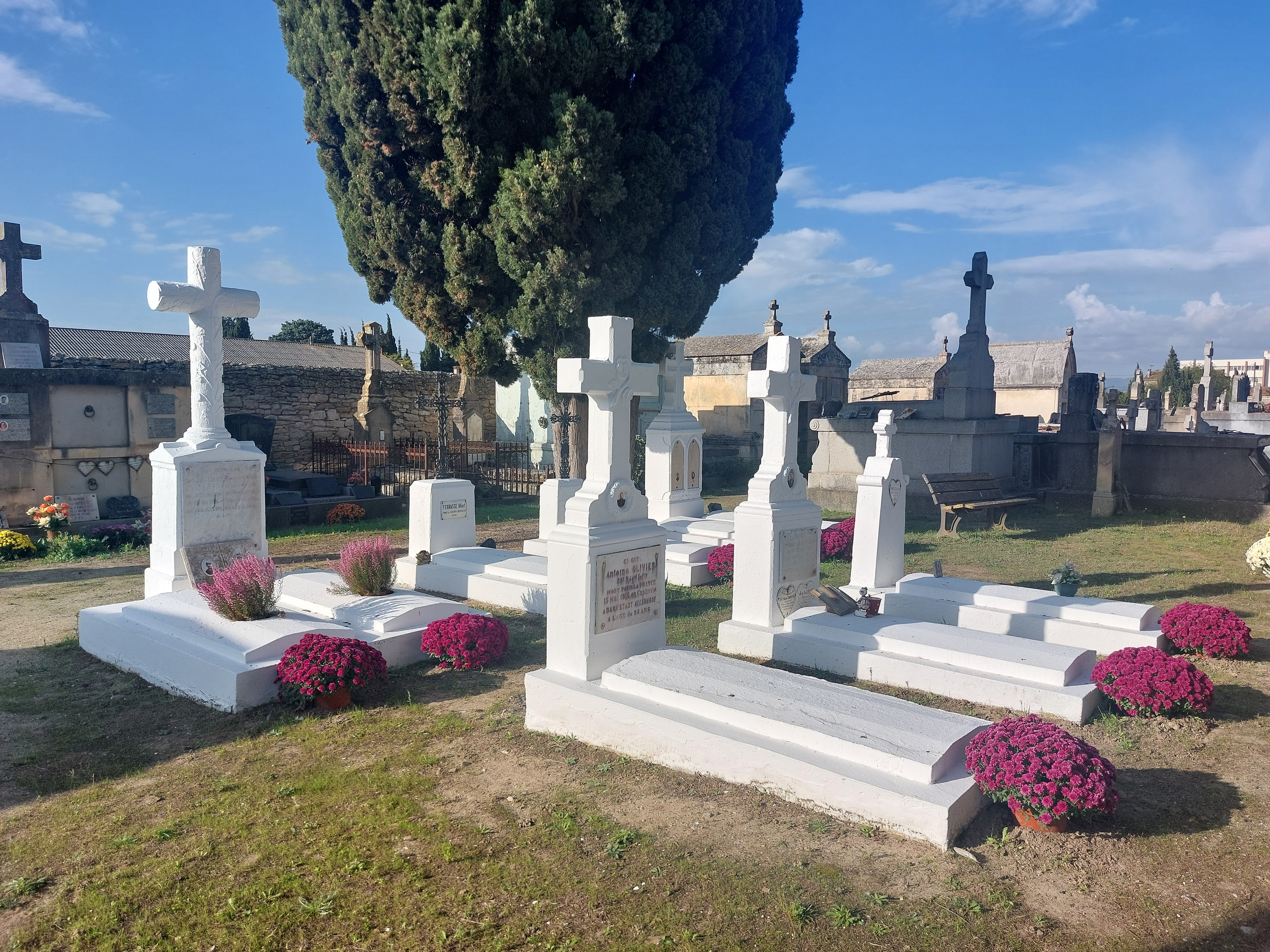
Le carré militaire.
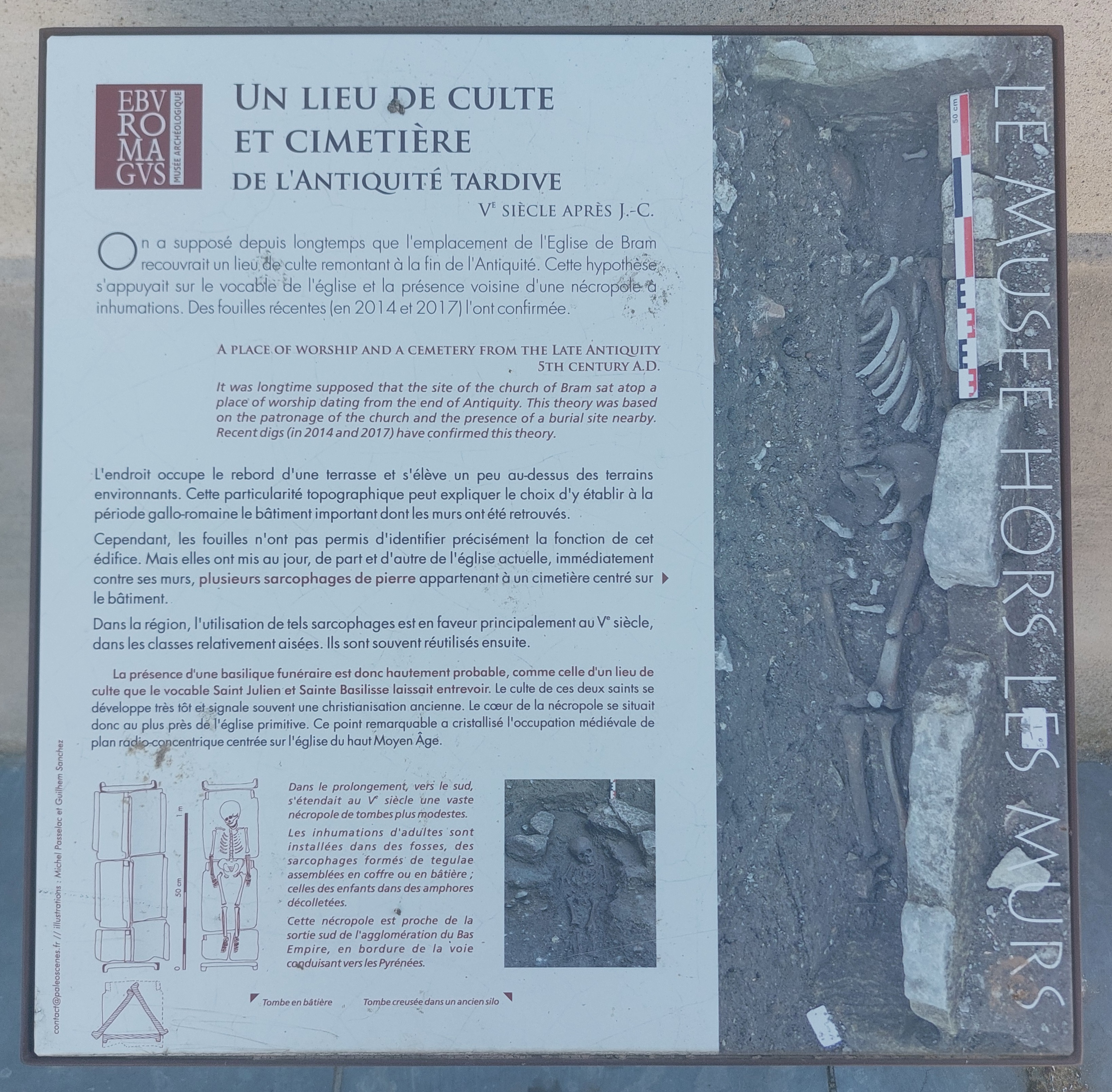
Cartel indiquant in situ l'un des anciens cimetières de Bram, situé à côté de l'église.